# Sergio Gualberti
Sergio Alfredo Gualberti Calandrina (ur. 8 listopada 1945 w Clusone we Włoszech) - duchowny katolicki, arcybiskup Santa Cruz de la Sierra w latach 2013-2022.

## Życiorys
Święcenia kapłańskie przyjął 26 czerwca 1971 i został inkardynowany do diecezji Bergamo. Po święceniach pracował w szwajcarskim Neuchâtel jako kapelan włoskich migrantów. W 1979 wyjechał na misje do Boliwii i podjął pracę w kilku tamtejszych parafiach. W 1990 został wybrany przez boliwijską Konferencję Episkopatu sekretarzem ds. duszpasterskich, a sześć lat później został pomocniczym sekretarzem generalnym tejże konferencji.
6 maja 1999 został mianowany biskupem pomocniczym diecezji Santa Cruz de la Sierra, ze stolicą tytularną Arsacal. Sakry biskupiej udzielił mu arcybiskup Julio Terrazas Sandoval.
28 września 2011 papież Benedykt XVI mianował go arcybiskupem koadiutorem Santa Cruz de la Sierra. Rządy w archidiecezji objął 25 maja 2013 po przejściu na emeryturę poprzednika - kardynała Julio Terrazas Sandovala.
Paliusz otrzymał z rąk papieża Franciszka w dniu 29 czerwca 2013.
22 kwietnia 2022 papież Franciszek przyjął jego rezygnację z funkcji arcybiskupa metropolity Santa Cruz de la Sierra.